# Hasta siempre
Hasta siempre  è il titolo di una canzone scritta e interpretata dal compositore e cantautore cubano Carlos Puebla nel 1965. Fu incisa e pubblicata nello stesso 1965 dal gruppo Carlos Puebla Y Sus Tradicionales; è questa la versione di riferimento e considerata originale. Nel tempo a questa versione ne seguiranno alcune centinaia.

## Storia
La canzone nacque come una risposta alla lettera di addio a Cuba scritta da Che Guevara nel 1965, conosciuta come la Carta de despedida del Che. Il 3 ottobre di quello stesso anno Fidel Castro rese pubblica una lettera, priva di data, scrittagli da Guevara diversi mesi prima  in cui questi riaffermava la sua solidarietà a Cuba, ma dichiarava anche la sua intenzione di abbandonare l'isola e di andare a combattere altrove per la Rivoluzione.
Carlos Puebla cita nel testo tutti i momenti fondamentali della vita del Che: l'invasione della Sierra Maestra, la Battaglia di Santa Clara, l'amore per la Rivoluzione e infine il dispiacere dei cubani per la sua partenza.
La musica, basata sulle note del tradizionale son cubano, è composta da una serie di redondilla: strofe di quattro versi ottonari, alcune con rima assonante, la maggior parte con rima consonante.